# Neocirrhites armatus
Neocirrhites armatus, der Feuer-Korallenwächter, ist eine in tropischen Riffen des westlichen Pazifischen Ozeans in Tiefen von gewöhnlich 10 bis 15 Metern heimische Art. Es ist die einzige bekannte Art der damit monotypischen Gattung Neocirrhites. Diese Art ist auch im Aquarienhandel zu finden.

## Merkmale
Neocirrhites armatus erreicht eine Körperlänge von 9 Zentimetern TL. Der Körper ist hochrückig und seitlich abgeflacht. Die Anzahl der Schuppen auf der Seitenlinie beträgt 42 bis 45, darüber liegen in der Körpermitte 4 Reihen großer Schuppen (6 am Beginn der Rückenflosse), darunter bis zum Beginn der Anale 10 bis 11. An den Wangen sind kleine Schuppen in mehr als 12 unregelmäßigen Reihen angeordnet, der Bereich zwischen den Augen ist unbeschuppt. Auf dem ersten Kiemenbogen befinden sich 16 oder 17 Kiemenreusendornen (5+1+(10 oder 11)). Das Gaumenbein (Palatinum) ist unbezahnt. Der Rand des Vordeckels (Präoperculum) ist mit 12 groben Zähnen gesägt. Die Stachelstrahlen der Rückenflosse sind kurz, an der Flossenhaut nahe der Spitze jedes Stachelstrahls befindet sich ein Büschel Cirren.
Ein beim Caroline-Atoll gesammeltes Exemplar beschrieb Randall als mit Ausnahme des dunkelbraunen oberen Viertels bis Fünftels leuchtend rot. Der Kopf ist rot wie der Körper mit Ausnahme der dorsalen Schnauzenspitze, des vorderen Teils der unteren Lippe und einem größeren Bereich neben dem hinteren Rand der Augen die dunkelbraun sind. Alle Flossen mit Ausnahme der Rückenflosse sind leuchtend rot. Der Anteil der Rückflosse mit Stachelstrahlen ist dunkelbraun bis zum rot-orangen Saum der Flossenhaut. Der Anteil der Rückenflosse mit Weichstrahlen ist dunkelbraun am unteren Drittel, die oberen zwei Drittel sind ebenfalls rot-orange.
- Flossenformel: Dorsale X/13, Anale III/6–7.[2]

## Verbreitung
Neocirrhites armatus ist im Westpazifik von Japan, Mikronesien, Papua-Neuguinea über Melanesien und Polynesien bis Pitcairninseln nach Süden bis zum Great Barrier Reef, Australien, verbreitet.

## Lebensweise
Neocirrhites armatus lebt an der Seeseite von Korallenriffen an der Riffkante oder an Unterwasserterrassen zwischen und an Steinkorallen der Gattungen Stylophora und Pocillopora in die er sich auch zum Schutz zurückzieht. Die Art bewohnt Tiefen bis maximal 25 Meter, gewöhnlich jedoch bis 10 bis 15 Meter.